# Queens Village (Queens)
Queens Village es un vecindario de clase media del distrito de Queens de la ciudad de Nueva York. El vecindario limita con Oakland Gardens al norte, Hollis al oeste, New Hyde Park al este y Cambria Heights al sur.
Queens Village se encuentra en el Distrito Comunitario 13 de Queens, mientras que sus códigos postales son 11427, 11428 y 11429. Está patrullada por la 105.ª comisaría de la policía de Nueva York.

## Historia
Queens Village se fundó en la década de 1640. El auge llegó en 1824 cuando Thomas Brush construyó varias tiendas y fábricas, y le dio al área el nombre de Brushville.
En 1854, los habitantes de Brushville hicieron una votación para cambiar este nombre por el de Queens. Que volvió a ser cambiado en 1989 a Queens Village para diferenciar el nombre del vecindario con el del borough de Queens.

## Demografía
Según los datos del censo de Estados Unidos de 2010, la población de Queens Village era de 52 504 personas. Tiene una superficie de 652.04 hectáreas (6.52 km²) y una densidad de 32.6 habitantes por acre (20 900 por milla cuadrada; 8100 por km²).
Las razas de los habitantes del barrio era el 6.3% (3304) blancos, el 18.4% (9671) era hispánico o latino, el 50.2% (26 376) afroamericano, el 0.5% (279) nativo americano, el 16.0% (8424) era asiático, el 8.3% (4686) de otras razas.
En 2017, el ingreso familiar per cápita era de USD 85 857. En 2018, según la estimación de un informe del Departamento de Salud e Higiene Mental de la Ciudad de Nueva York, la población tenía una expectación de vida mediana de 82.9 años.

## Policía y criminalidad
Queens Village está patrullada por la 105.ª comisaría del NYPD. La 105.ª comisaría obtuvo el décimo séptimo lugar de 69 áreas patrulladas más seguras por delitos per-cápita en el año 2010. En 2018, obtuvo una tasa de asalto no fatal de 29 por 100 000 personas, mientras que la tasa de encarcelamiento es de 378 por 100 000 personas siendo más bajas comparadas con otras ciudades.
Según un informe de 2018, la tasa de criminalidad en Queens Village con respecto al año 1990 ha bajado en un 79.4%. En 2018, en el distrito sólo se informaron 9 asesinatos, 24 violaciones, 405 agresiones graves, 266 robos con intimidación, 197 robos y 164 robos de automóviles.